# 朱一龙
朱一龙（1988年4月16日—），湖北武汉人，中国大陆男演员，北京电影学院2006级表演系本科畢業。凭借文艺电影《人生大事》获得第35届中国电影金鸡奖、第37届中国电影百花奖最佳男主角。领衔主演的艺术电影《河边的错误》入围第76届戛纳电影节一種注目單元、商业电影《消失的她》收获了35亿票房。自2019年9月，朱一龙成为世界自然基金会（WWF）全球大使，并长期参与了多项关注生态、环境保护的活动；积极关注贫困儿童、听障儿童、自闭症儿童、及其他社会公益，多次捐款捐物。

## 早年生涯
1988年4月16日，朱一龙出生在湖北省武汉市，父亲是一名散打教练。

## 演艺事业

### 2009年至2016年：东方飞云阶段
朱一龙在学生时代末期开始参与东方飞云国际影视公司的数字电影创作，并在从北京电影学院表演系本科毕业后与其正式签约。前期拍摄作品以公司出品的数字电影为主，差不多十天左右拍一部，作为《王刚讲故事》的辅助内容，片段化地在电视台播出；随着公司转型制作电视剧，连续拍摄了《家宴》《情定三生》《新萧十一郎》《新边城浪子》等剧，激起一些水花。2015年前后，开始积极寻求其他合作机会，在《芈月传》中饰演秦昭襄王嬴稷，才真正被公众知晓。
随后接拍了《育婴室》、《胡杨的夏天》、《密战》等院线电影。

### 2017年至2019年：上升阶段
朱一龙在2016年10月23日成立朱一龙工作室，参与作品选择自由度逐步提高。播出了多部多种类型的电视剧，包括都市轻喜剧《御姐归来》、古装悬疑剧《花谢花飞花满天》、奇幻悬疑剧《镇魂》、民国情感剧《许你浮生若梦》、古代家庭剧《知否知否應是綠肥紅瘦》、都市刑侦剧剧《天网行动》、都市生活剧《我的真朋友》，并获得了白玉兰最佳男配角提名、中国好演员绿组最佳演员等奖项。除电视剧作品外，他也受邀参加了多个电视台的晚会演出，主要包括央视春晚、湖南卫视跨年演唱会、青春芒果夜、东方卫视多个晚会等，翻唱出演了多首歌曲。
期间，朱一龙出席并参与了多项电影节活动，包括2018年首届海南岛国际电影节、2019年戛纳电影节、2019年第五届成龙国际动作电影周、2019年28届中国金鸡百花电影节等。2019年参演新中国成立70周年献礼片《我和我的祖国》，在薛晓璐执导的单元《回归》中饰演九七香港回归交接仪式上升起五星红旗的海军仪仗队队员。
此外，朱一龙积极参与公益。2019年9月成为WWF（世界自然基金会）全球大使，参与了关注生态、环境保护的多项公益活动；关注贫困儿童、听障儿童、自闭症儿童的多项公益，并捐款捐物。

### 2020年至今：简图与不然阶段
朱一龙在2020年2月20日独资成立厦门简图影视文化有限公司。之后播出了奇幻冒险剧《重启之极海听雷》、都市励志剧《亲爱的自己》、及民国谍战剧《叛逆者》，播出后收视率持续霸榜。电影方面，主演的《1921》《峰爆》《穿过寒冬拥抱你》《人生大事》等影片先后上映，受到了观众和业内的认可。 2022年，凭借电影《穿过寒冬拥抱你》获得第17届长春电影节金鹿奖最佳男演员。主演的电影《人生大事》成本不到6000万，获得17.12亿票房并在Netflix上线，收获了第35届中国电影金鸡奖、第37届大众电影百花奖最佳男主角及多个电影业内奖项。
2023年4月7日，朱一龙与其经纪人成立不然影业，并开始以出品方参与部分主演影片。2023年，领衔主演的艺术电影《河边的错误》入围第76届戛纳电影节“一种关注”单元，在悬疑犯罪片《消失的她》中演绎了一位沉迷赌博为钱杀妻的渣男形象并收获了35亿高票房。2024年, 主演并兼任联合监制的电影《负负得正》在暑期档上映，主演的《志愿军：存亡之战》在国庆档上映。
公益方面，除了与WWF等继续合作，还在新冠疫情后，宣传参与了多项活动，并在多次自然灾害后向灾区给予捐赠。

## 作品

### 電影
| 上映时间       | 个人/项目拍摄开机时间 | 类型 | 电影名称         | 角色     | 作品主要荣誉及备注                         |
| -------------- | --------------------- | ---- | ---------------- | -------- | ------------------------------------------ |
| 2010年1月22日  | 2009年3月30日         | 电影 | 孔子             | 卫国特使 | 正式入行、一句台词                         |
| 2013年2月10日  | 2012年4月6日          | 电影 | 爱情不NG         | 演技哥   |                                            |
| 2016年10月28日 | 2015年9月21日         | 电影 | 育婴室           | 蒙少晖   |                                            |
| 2017年10月20日 | 2016年9月28日         | 电影 | 胡杨的夏天       | 胡杨     | 第三届戴维斯国际电影节最佳故事片奖         |
| 2017年11月3日  | 2015年12月6日         | 电影 | 密战             | 岑子默   | [ 18 ]                                     |
| 2019年9月30日  | 2019年5月1日          | 电影 | 我和我的祖国     | 宋月强   | 第十六届“五个一工程”特别奖出演《回归》单元 |
| 2021年7月1日   | 2020年7月1日          | 电影 | 1921             | 周恩来   | 第36届大众电影百花奖最佳影片提名           |
| 2021年9月17日  | 2021年1月2日          | 电影 | 峰爆             | 洪翼舟   | 第十六届“五个一工程”优秀作品奖             |
| 2021年12月31日 | 2021年4月             | 电影 | 穿过寒冬拥抱你   | 叶子扬   | 第19届中国电影华表奖 优秀故事片            |
| 2022年6月24日  | 2021年5月27日         | 电影 | 人生大事         | 莫三妹   | 第35届中国电影金鸡奖最佳故事片提名         |
| 2023年6月22日  | 2021年11月25日        | 电影 | 消失的她         | 何非     | 入围第十三届北京国际电影节主竞赛           |
| 2023年10月21日 | 2022年12月19日        | 电影 | 河边的错误       | 马哲     | 入围第76届戛纳电影节“一种关注”单元         |
| 2023年9月28日  | 2022年7月5日          | 电影 | 志愿军：雄兵出击 | 李想     | 第37届大众电影百花奖最佳影片               |
| 2024年8月10日  | 2023年10月25日        | 电影 | 负负得正         | 黄振开   | 兼任联合监制                               |
| 2024年9月30日  | 2022年7月5日          | 电影 | 志愿军：存亡之战 | 李想     |                                            |
| 2025年8月8日   | 2024年6月24日         | 电影 | 东极岛           | 阿赑     |                                            |
| 待公布         | 2025年4月14日         | 电影 | 惊蛰无声         |          |                                            |

### 电视电影/电视剧
| 播映时间       | 个人/项目拍摄开机时间 | 类型     | 剧集名称               | 角色                 | 作品主要荣誉及备注                                               |
| -------------- | --------------------- | -------- | ---------------------- | -------------------- | ---------------------------------------------------------------- |
| 2009年4月10日  | 2009年                | 电视电影 | 再生缘                 | 阮应/白菜            | 《王刚讲故事》                                                   |
| 2009年6月12日  | 2009年                | 电视电影 | 抢来的新娘             | 肖子韩               | 《王刚讲故事》                                                   |
| 2009年7月10日  | 2009年                | 电视电影 | 血色深宅               | 薛自牧               | 《王刚讲故事》                                                   |
| 2009年7月23日  | 2009年                | 电视电影 | 血玉咒                 | 周玉白               | 《王刚讲故事》                                                   |
| 2010年2月19日  | 2010年                | 电视电影 | 大明嫔妃               | 朱常洵               | 兼任编剧，《王刚讲故事》，系列共十部，后重制成20集电视剧再次播出 |
| 2010年2月25日  | 2010年                | 电视电影 | 宝藏寻踪               | 上官云峰             | 《王刚讲故事》                                                   |
| 2010年3月12日  | 2010年                | 电视电影 | 错嫁                   | 沈放                 | 《王刚讲故事》                                                   |
| 2010年8月20日  | 2010年                | 电视电影 | 胭脂劫                 | 叶藏                 | 《王刚讲故事》                                                   |
| 2010年12月17日 | 2010年                | 电视电影 | 深闺疑云               | 肖依然/何天瑜        | 《王刚讲故事》                                                   |
| 2011年1月14日  | 2011年                | 电视电影 | 绝密使命               | 金铁心               | 《王刚讲故事》                                                   |
| 2011年3月11日  | 2011年                | 电视电影 | 灰姑娘                 | 洛怀风               | 《王刚讲故事》                                                   |
| 2011年4月9日   | 2011年                | 电视电影 | 刺妃                   | 叶凡                 | 《王刚讲故事》                                                   |
| 2011年5月13日  | 2011年                | 电视电影 | 白狐仙                 | 余一鸿               | 《王刚讲故事》                                                   |
| 2011年6月3日   | 2011年                | 电视电影 | 朵儿的战争             | 麦禾                 | 《王刚讲故事》                                                   |
| 2011年7月9日   | 2011年                | 电视电影 | 绅士大盗               | 吴旭东               | 《王刚讲故事》                                                   |
| 2011年7月22日  | 2011年                | 电视电影 | 鬼门关                 | 宫铁心               | 《王刚讲故事》                                                   |
| 2011年11月25日 | 2011年                | 电视电影 | 猎野人                 | 毛猴                 | 《王刚讲故事》                                                   |
| 2012年7月7日   | 2012年                | 电视电影 | 偷窥者                 | 江心白               | 《王刚讲故事》                                                   |
| 2012年7月24日  | 2012年                | 电视电影 | 杀机四伏               | 谭帷                 | 《王刚讲故事》                                                   |
| 2012年8月4日   | 2012年                | 电视电影 | 战地情天               | 靳非鱼               | 《王刚讲故事》                                                   |
| 2012年9月18日  | 2010年8月7日          | 电视电影 | 鼓乐青春               | 林风                 | 电影频道中国少年儿童基金会成立三十周年的公益片                   |
| 2015年6月24日  | 2013年12月10日        | 电视电影 | 贴着你的心跳           | 谢羽航               | 电影频道器官捐献主题公益电影                                     |
| 2011年6月29日  | 2009年8月14日         | 电视剧   | 孔子                   | 闵损                 |                                                                  |
| 2011年8月31日  | 2010年                | 电视剧   | 娶进来嫁出去           | 李根                 |                                                                  |
| 2011年10月12日 | 2010年9月16日         | 电视剧   | 风雨梵净山             | 孙如柏               |                                                                  |
| 2012年2月7日   | 2011年10月29日        | 电视剧   | 王阳明                 | 朱厚照               |                                                                  |
| 2012年10月26日 | 2011年7月1日          | 电视剧   | 怪医文三块             | 海东升               |                                                                  |
| 2014年3月19日  | 2012年11月8日         | 电视剧   | 家宴                   | 冯豆子               |                                                                  |
| 2014年7月9日   | 2013年7月15日         | 电视剧   | 情定三生               | 迟瑞                 | 2014BTV“年度收视贡献奖”                                          |
| 2015年11月30日 | 2014年8月19日         | 电视剧   | 芈月传                 | 嬴稷                 | 第28届中国电视金鹰奖优秀电视剧                                   |
| 2016年2月9日   | 2014年9月8日          | 电视剧   | 新萧十一郎             | 连城璧               | [ 15 ] [ 42 ]                                                    |
| 2016年7月14日  | 2014年3月29日         | 电视剧   | 我的爱对你说           | 樊伟                 |                                                                  |
| 2016年7月18日  | 2015年6月16日         | 电视剧   | 新边城浪子             | 傅红雪               | [ 16 ]                                                           |
| 2017年4月23日  | 2015年3月18日         | 电视剧   | 御姐归来               | 何开心               | [ 20 ]                                                           |
| 2017年12月4日  | 2017年1月20日         | 电视剧   | 花谢花飞花满天         | 花无谢               |                                                                  |
| 2018年6月13日  | 2017年4月15日         | 电视剧   | 镇魂                   | 沈巍/夜尊            | 第三届金骨朵网络影视盛典年度人气网络剧                           |
| 2018年9月7日   | 2017年7月13日         | 电视剧   | 许你浮生若梦           | 罗浮生/罗勤耕/程慕生 | 2018年度微博电视剧大赏人气剧集                                   |
| 2018年12月25日 | 2017年9月6日          | 电视剧   | 知否知否应是绿肥红瘦   | 齐衡                 | 第30届中国电视金鹰奖优秀电视剧                                   |
| 2019年3月12日  | 2012年1月30日         | 电视剧   | 天网行动               | 庞嘉                 |                                                                  |
| 2019年5月19日  | 2018年5月2日          | 电视剧   | 我的真朋友             | 井然                 | 第13届东京国际电视剧节海外作品特别奖                             |
| 2020年7月15日  | 2018年10月11日        | 电视剧   | 盗墓笔记重启之极海听雷 | 吴邪                 | 2020年第16届中美电影电视节金天使奖年度最佳中国网剧               |
| 2020年9月7日   | 2019年10月5日         | 电视剧   | 亲爱的自己             | 陈一鸣               |                                                                  |
| 2021年6月7日   | 2020年4月16日         | 电视剧   | 叛逆者                 | 林楠笙               | 第33届电视剧飞天奖优秀电视剧                                     |
| 2021年7月11日  | 2020年12月5日         | 电视剧   | 北辙南辕               | 吕伟                 |                                                                  |
| 待公布         | 2016年3月10日         | 电视剧   | 夏梦狂诗曲             | 柯泽                 |                                                                  |

### 短片/纪录片/MV
| 首播/上映时间  | 开机/拍摄时间  | 类型        | 剧集/电影名称               | 角色               | 作品主要荣誉及备注                                                                     |
| -------------- | -------------- | ----------- | --------------------------- | ------------------ | -------------------------------------------------------------------------------------- |
| 2010年3月27日  | 2008年5月      | 数字电影    | 夜郎                        | 杨志               | 第34届香港国际电影节国际影评人协会（FIPRESCI)特别表扬 81分钟，后在1905网和腾讯视频播出 |
| 2011年9月9日   | 2010年5月      | 数字电影    | 大明宫传奇                  | 君实               | 中国首部IMAX3D电影，38分钟，在大明宫国家遗址公园上映                                   |
| 2007年         | 2007年         | 短片/微电影 | 暧昧大街                    | 隋昕/隋意          | 19分钟，北京电影学院学生作品                                                           |
| 2009年         | 2009年         | 短片/微电影 | 天生一对                    | 枭龙               | 24分钟，北京电影学院2009届毕业作品                                                     |
| 2015年12月4日  | 2015年10月26日 | 短片/微电影 | 替身新娘                    | 傅成勋             | 湖南卫视《全员加速中》短片                                                             |
| 2018年9月30日  | 2018年8月29日  | 短片/微电影 | 丑                          | 小丑               | 湖南卫视《幻乐之城》短片                                                               |
| 2019年3月7日   | 2019年3月      | 短片/微电影 | 时间雕刻师                  | 时间雕刻师         | 2020第27届中国广告业大奖长城奖 欧莱雅广告                                              |
| 2019年9月27日  | 2019年         | 短片/微电影 | 头条里的青春中国            | 邓稼先             | 致敬新中国成立70周年微电影                                                             |
| 2020年4月13日  | 2020年         | 短片/微电影 | Wrinkle, Women, Wonderful？ | 科学家             | 智族GQ与欧莱雅合作的四集悬疑科幻迷你短剧                                               |
| 2020年9月24日  | 2020年         | 短片/微电影 | 你好吗                      | 儿子               | 第35届大众电影百花奖公益主题短片                                                       |
| 2020年11月10日 | 2020年         | 短片/微电影 | 镜中的你                    | 艺术家Z            | Vogue Film 2020秋冬刊短片                                                              |
| 2021年10月19日 | 2021年10月     | 短片/微电影 | 最好的礼物                  | 自己               | 与路易威登合作的平遥国际电影展平遥之夜宣传片                                           |
| 2022年7月28日  | 2022年7月      | 短片/微电影 | 花开江城，光影未来          | 自己               | 第36届大众电影百花奖宣传片                                                             |
| 2022年8月16日  | 2022年8月14日  | 短片/微电影 | 镜子                        | 即将奔赴盛宴的男子 | 2022微博电影之夜短片                                                                   |
| 2022年11月12日 | 2022年11月12日 | 短片/微电影 | 出戏入戏                    | 自己               | 第35届中国电影金鸡奖特别策划                                                           |
| 2023年10月11日 | 2023年10月     | 短片/微电影 |                             | 自己               | 与路易威登合作的平遥国际电影展开幕宣传短片                                             |
| 2019年9月22日  | 2019年9月      | 记录片      | 看不見的黑犀牛              | 自己               | 与WWF、犀牛保護組織 Save the Rhino Trust合作的公益短片                                 |
| 2019年10月27日 | 2019年10月     | 记录片      | 大熊猫寻踪之旅              | 自己               | 与WWF、GEOX合作的公益短片                                                              |
| 2021年8月13日  | 2021年         | 记录片      | 沿着大象的纹路              | 自己               | 与WWF、巴黎欧莱雅合作的公益短片，陆川导演                                              |
| 2022年2月2日   | 2022年1月      | 记录片      | 山海生万物                  | 自己               | 与WWF合作，滇西北生物多样性采风之旅                                                    |
| 2009年         | 2009年         | MV          | 爱转移、天使之歌            |                    | 出演歌曲MV男主                                                                         |

### 音樂作品
| 时间           | 歌曲名       | 类型     | 介绍                                       |
| -------------- | ------------ | -------- | ------------------------------------------ |
| 2014年7月9日   | 恒星         | 影视歌曲 | 電視劇《情定三生》主題曲                   |
| 2016年10月28日 | 我會等       | 影视歌曲 | 電影《育嬰室》中文主題曲                   |
| 2017年4月23日  | 瘋狂的愛     | 影视歌曲 | 電視劇《御姐歸來》主題曲                   |
| 2018年6月8日   | 時間飛行     | 影视歌曲 | 網路劇《鎮魂》推廣曲                       |
| 2018年9月7日   | 許你浮生若夢 | 影视歌曲 | 電視劇《許你浮生若夢》主題曲               |
| 2020年7月15日  | 重啟         | 影视歌曲 | 網路劇《重啟之極海聽雷》主題曲             |
| 2020年7月15日  | 往下跳       | 影视歌曲 | 網路劇《重啟之極海聽雷》吳邪角色曲         |
| 2020年7月15日  | 鐵三角       | 影视歌曲 | 網路劇《重啟之極海聽雷》鐵三角角色曲       |
| 2020年9月7日   | 親愛的自己   | 影视歌曲 | 電視劇《親愛的自己》片尾曲                 |
| 2020年9月7日   | 親愛的你     | 影视歌曲 | 電視劇《親愛的自己》插曲                   |
| 2021年6月26日  | 叛逆者       | 影视歌曲 | 電視劇《叛逆者》主題曲                     |
| 2022年6月16日  | 種星星的人   | 影视歌曲 | 電影《人生大事》片尾曲                     |
| 2022年6月24日  | 人生大事     | 影视歌曲 | 電影《人生大事》主題曲                     |
| 2019年3月18日  | 龍文         | 其他歌曲 | 獻禮中國兩會圓滿閉幕與響應弘揚中華傳統文化 |

## 其他活动

### 文艺演出
| 时间           | 作品名                   | 类型              | 介绍                                   | 备注                                                   |
| -------------- | ------------------------ | ----------------- | -------------------------------------- | ------------------------------------------------------ |
| 2018年11月26日 | 夢開始的地方             | 公益宣传          | 關愛精障人群藝術天賦公益項目官方推廣曲 | 與吉克雋逸、劉維、李菲兒合唱                           |
| 2019年9月24日  | 向上的光                 | 公益宣传          | “中國YOUNG計劃” 國慶特别版主題曲       | 翻唱                                                   |
| 2019年2月1日   | 我们都是追梦人           | 公益宣传          | “中国梦”主题曲                         | 16位歌手、演员演绎MV版                                 |
| 2020年2月1日   | 武漢，你好嗎             | 公益宣传          | 公益歌曲，為武漢加油                   | 與李現、常石磊、黃嘉琪合唱                             |
| 2020年12月31日 | 保重、后会无期           | 公益宣传 晚会演出 | 湖南卫视跨年演唱会                     | 保重与谢霆锋合唱；后会无期与WWF合作，呼吁动物保护      |
| 2022年2月1日   | 一起向未来               | 公益宣传          | 北京冬奥                               | 音乐短片版则由105名歌手、演员演唱                      |
| 2015年2月20日  | 快乐一起吧               | 晚会演出          | 湖北卫视春晚                           | 与张若昀、张檬、陈思斯合唱                             |
| 2018年8月4日   | 小半                     | 晚会演出          | 青春芒果夜                             | 翻唱，与马伯骞合唱                                     |
| 2018年12月31日 | 男孩                     | 晚会演出          | 湖南卫视跨年演唱会                     | 翻唱                                                   |
| 2019年1月1日   | 少年壮志不言愁           | 晚会演出          | 央视元旦晚会                           | 翻唱                                                   |
| 2019年2月4日   | 青春躍起来               | 晚会演出          | 央視春晚創意表演                       | 與李易峰合唱                                           |
| 2019年5月4日   | 英雄赞歌                 | 晚会演出          | 央视五四晚会                           | 翻唱                                                   |
| 2019年7月27日  | 我要你、我要我们在一起   | 晚会演出          | 青春芒果夜                             | 翻唱                                                   |
| 2019年12月27日 | 山水相戀                 | 晚会演出          | 古田“心連心”藝術團慰問演出             | 與江疏影合唱                                           |
| 2019年12月31日 | 追梦人、火车驶向云外     | 晚会演出          | 东方卫视跨年晚会                       | 翻唱                                                   |
| 2020年1月25日  | 掌声响起来、谢谢侬       | 晚会演出          | 东方卫视春晚                           | 翻唱                                                   |
| 2020年1月24日  | 你好2020                 | 晚会演出          | 央視春晚歌舞                           | 與周冬雨、李沁、李現、馬思純合唱                       |
| 2020年5月4日   | 武汉伢                   | 晚会演出          | 央视五四晚会                           | 与金婷婷、刘玥霏合唱                                   |
| 2020年8月9日   | 太阳、忽然好想你         | 晚会演出          | 青春芒果夜                             | 翻唱                                                   |
| 2020年9月30日  | 向上的光                 | 晚会演出          | 央视国庆晚会                           | 与杨紫合唱                                             |
| 2021年2月11日  | 明天会更好               | 晚会演出          | 央視春晚                               | 与成龙、李玟、李易峰、周冬雨、张韶涵、高伟光、林鹏合唱 |
| 2021年2月12日  | 女儿情、当年情、纸短情长 | 晚会演出          | 东方卫视春节晚会                       | 翻唱                                                   |
| 2021年9月21日  | 一荤一素                 | 晚会演出          | 东方卫视中秋晚会                       | 与黄志忠合唱                                           |
| 2021年10月1日  | 冰雪情怀                 | 晚会演出          | 央视国庆晚会                           | 与容祖儿合唱                                           |
| 2022年1月31日  | 欢乐时光                 | 晚会演出          | 央視春晚                               | 与赵丽颖、王俊凯、郁可唯合唱                           |
| 2022年2月2日   | 送别                     | 晚会演出          | 2022中国网络视听年度盛典               | 翻唱                                                   |

### 其他活动
| 年份   | 頭銜                                                                             |
| ------ | -------------------------------------------------------------------------------- |
| 2018年 | 「第1屆海南島國際電影節」2019新片推介大使                                        |
| 2018年 | 肯德基三人籃球賽十五周年籃球大使                                                 |
| 2018年 | 中澳旅遊文化傳播使者、新南威尔士州旅游局旅游形象大使、并出版个人写真集《DEPART》 |
| 2019年 | 「第5屆成龍國際動作電影週」青年推廣大使                                          |
| 2019年 | 「第28屆中國金雞百花電影節」推薦人                                               |
| 2020年 | 東方衛視春晚代言人                                                               |
| 2021年 | 与路易威登合作，为第五届平遥国际电影展平遥之夜拍摄宣传片                         |
| 2022年 | 第36屆大眾電影百花獎形象大使                                                     |
| 2022年 | 第一届海浪电影周青年艺委会委员                                                   |
| 2023年 | 与路易威登合作，为第七届平遥国际电影展拍摄开幕宣传片                             |
| 2024年 | 第14届北京电影节“天坛奖”国际评委                                                 |

## 獎項

### 影视类行业奖项
| 时间           | 頒獎典禮                          | 獎項                     | 作品（角色）                     | 結果 |
| -------------- | --------------------------------- | ------------------------ | -------------------------------- | ---- |
| 2017年1月10日  | 第13屆電視劇南方盛典              | 年度男配角               | 新萧十一郎（连城璧）             | 獲獎 |
| 2018年1月10日  | 第14屆電視劇南方盛典              | 年度男主角               | 新边城浪子（傅红雪）             | 獲獎 |
| 2019年6月14日  | 第25屆上海電視節白玉蘭獎          | 最佳男配角               | 知否？知否？应是绿肥红瘦（齐衡） | 提名 |
| 2020年9月15日  | 第30屆中國電視金鷹獎              | 觀眾喜愛的男演員         | 知否？知否？應是綠肥紅瘦（齐衡） | 提名 |
| 2022年8月28日  | 第17屆中國長春電影節金鹿獎        | 最佳男演員               | 穿过寒冬拥抱你（叶子扬）         | 獲獎 |
| 2022年9月9日   | 第32屆浙江電視牡丹獎              | 優秀男演員               | 叛逆者（林楠笙）                 | 獲獎 |
| 2022年11月12日 | 第35届中国电影金鸡奖              | 最佳男主角               | 人生大事（莫三妹）               | 獲獎 |
| 2022年12月21日 | 第14届澳门国际电影节金莲花奖      | 最佳男主角               | 峰爆（洪翼舟）                   | 提名 |
| 2023年1月2日   | 第三届金榆花奖-2022年华语电影大奖 | 最佳男主角               | 人生大事（莫三妹）               | 獲獎 |
| 2023年5月4日   | 第30届北京国际电影节·大学生电影节 | 最受大学生欢迎年度男演员 | 人生大事（莫三妹）               | 獲獎 |
| 2023年6月23日  | 第28届上海电视节白玉兰奖          | 最佳男主角               | 叛逆者（林楠笙）                 | 提名 |
| 2023年9月2日   | 第18屆中國長春電影節金鹿獎        | 最佳男演員               | 消失的她（何非）                 | 提名 |
| 2023年12月28日 | 第15届澳门国际电影节金莲花奖      | 最佳男主角               | 消失的她（何非）                 | 獲獎 |
| 2024年6月1日   | 中国电影导演协会2022年度表彰      | 年度男演员               | 人生大事（莫三妹）               | 獲獎 |
| 2024年6月1日   | 中国电影导演协会2024年度表彰      | 年度男演员               | 河边的错误（马哲）               | 提名 |
| 2024年8月4日   | 第37届大众电影百花奖              | 最佳男主角               | 人生大事（莫三妹）               | 獲獎 |
| 2024年9月1日   | 第19届中国长春电影节金鹿奖        | 最佳男演員               | 河边的错误（马哲）               | 提名 |
| 2024年12月30日 | 第16届澳门国际电影节金莲花奖      | 最佳男主角               | 负负得正（黄振开）               | 獲獎 |
| 2025年5月30日  | 第4届北京电影学院学院奖           | 电影表演奖               | 河边的错误（马哲）               | 獲獎 |

### 其他奖项
| 年份   | 頒獎典禮                               | 獎項                                     | 作品                     | 結果 |
| ------ | -------------------------------------- | ---------------------------------------- | ------------------------ | ---- |
| 2014年 | 北京風尚榜樣頒獎典禮                   | 風尚榜樣最佳男演員                       | 情定三生                 | 獲獎 |
| 2015年 | 第1屆亞洲影響力東方盛典                | 最具潛力男演員                           | 情定三生                 | 獲獎 |
| 2017年 | InStyle iLady Icon Awards年度偶像盛典  | 年度風尚男演員                           |                          | 獲獎 |
| 2018年 | 2018微博電影之夜                       | 微博人氣演員                             |                          | 獲獎 |
| 2018年 | Q China 2018年度音樂盛典               | 年度最受歡迎跨界歌手                     | 時間飛行                 | 獲獎 |
| 2018年 | 第15屆MAHB年度先生盛典                 | 年度最具潛力演員                         |                          | 獲獎 |
| 2019年 | 2018國劇盛典                           | 青春演技魅力男演員                       |                          | 獲獎 |
| 2019年 | 2018微博之夜                           | 微博年度男神                             |                          | 獲獎 |
| 2019年 | 2018湖北互聯盛典暨微博之夜             | 2018湖北年度城市星光人物                 |                          | 獲獎 |
| 2019年 | 2018明星權力榜年度頒獎盛典             | 年度最具影響力演員                       |                          | 獲獎 |
| 2019年 | 影視榜樣·2018年度總評榜                | 年度人氣男主角                           | 鎮魂                     | 獲獎 |
| 2019年 | 2019中國電視劇品質盛典                 | 年度價值劇星                             |                          | 獲獎 |
| 2019年 | 2019中國電視劇品質盛典                 | 2018年度東方衛視新浪微博受網路關注男演員 |                          | 獲獎 |
| 2019年 | 第6屆中国电视好演员奖                  | “綠組”（18-35岁）最佳男演員              |                          | 獲獎 |
| 2019年 | 第4屆中國網絡視頻學院獎                | 最佳男演員                               |                          | 獲獎 |
| 2019年 | 第4屆中國網絡視頻學院獎                | 最具人氣藝人                             |                          | 獲獎 |
| 2020年 | 2019年度電影頻道M榜                    | 最具潛力男演員                           | 我和我的祖國             | 提名 |
| 2020年 | 2019閱文原創文學風雲盛典               | 超級品質演員                             |                          | 獲獎 |
| 2020年 | 影視榜樣·2019年度總評榜                | 年度人氣男配角                           | 知否？知否？應是綠肥紅瘦 | 獲獎 |
| 2020年 | 2019明星權力榜年度頒獎盛典             | 年度最受歡迎華語男演員                   |                          | 獲獎 |
| 2020年 | 中國新聞周刊2020年度影響力人物榮譽盛典 | 年度演藝人物                             |                          | 獲獎 |
| 2020年 | 2021愛奇藝尖叫之夜榮譽盛典             | 年度品質演員                             | 重啟之極海聽雷           | 獲獎 |
| 2020年 | 2020中国电视好演员奖年度盘点           | 年度還原人物 - 飾演吳邪                  | 重啟之極海聽雷           | 獲獎 |
| 2020年 | 2020今日頭條年度娛樂大賞               | 年度最受關注演員                         |                          | 獲獎 |
| 2021年 | 影視榜樣·2020年度總評榜                | 年度人氣男主角                           | 重啟之極海聽雷           | 獲獎 |
| 2021年 | 2021微博電影之夜                       | 年度表現力演員                           |                          | 獲獎 |
| 2021年 | 第32届华鼎奖                           | 全国观众最喜爱十佳演员                   | 叛逆者                   | 提名 |
| 2022年 | 2021腾讯娱乐白皮书                     | 年度实力电视剧演员                       |                          | 獲獎 |
| 2022年 | 2021腾讯娱乐白皮书                     | 2021年度电视剧演员口碑                   |                          | TOP1 |
| 2022年 | 2021腾讯娱乐白皮书                     | 2021年度电视剧男演员热度                 |                          | TOP2 |
| 2022年 | 2021腾讯娱乐白皮书                     | 观众最喜爱的电视剧角色                   | 林楠笙                   | TOP3 |
| 2022年 | 2021中国银幕风云榜                     | 年度演员                                 |                          | 獲獎 |
| 2022年 | 2021中国电视剧发展报告                 | 青年观众印象最深的电视剧角色             | 林楠笙                   | 獲獎 |
| 2022年 | 2021微博娱乐白皮书                     | 2021微博电影十大最受关注演员             | 峰爆、穿过寒冬拥抱你     | 獲獎 |
| 2022年 | 2022微博電影之夜                       | 年度實力演員                             |                          | 獲獎 |
| 2022年 | 第19届电影频道传媒关注单元             | 最受传媒关注男主角                       | 峰爆                     | 提名 |
| 2022年 | 微博视界大会                           | 微光荣耀男性角色                         | 林楠笙                   | 獲獎 |
| 2022年 | 2022知乎年度影人                       |                                          | 人生大事                 | 獲獎 |
| 2022年 | 第3届光影中国荣誉盛典                  | 年度荣誉推介男演员•年度媒体关注男演员    | 人生大事                 | 獲獎 |
| 2022年 | 豆瓣2022年度电影榜单                   | 年度最受关注演员                         | 人生大事                 | 獲獎 |
| 2023年 | 2022微博娱乐白皮书                     | 微博网友最喜爱电影角色（男性）           | 人生大事                 | 獲獎 |
| 2023年 | 2022搜狐华语院线电影评选               | 华语院线出彩演员                         | 人生大事                 | 獲獎 |
| 2023年 | 第36届华鼎奖                           | 华语电影最佳男主角                       | 人生大事                 | 提名 |
| 2023年 | 2023微博電影之夜                       | 年度口碑演员                             |                          | 獲獎 |
| 2023年 | 第19届广州大学生电影展                 | 大学生喜爱的男主角                       | 人生大事                 | 獲獎 |
| 2023年 | 第19届广州大学生电影展                 | 大学生喜爱的男配角                       | 穿过寒冬拥抱你           | 提名 |
| 2023年 | 第20届电影频道传媒关注单元             | 最受传媒关注男主角                       | 消失的她                 | 提名 |
| 2023年 | 第4届光影中国荣誉盛典                  | 年度荣誉推介男演员                       | 消失的她                 | 獲獎 |
| 2023年 | 2023豆瓣电影榜单                       | 最受关注演员                             | 河边的错误               | 獲獎 |
| 2024年 | 2023微博之夜                           | 微博年度品质电影人                       | 朱一龙                   | 獲獎 |
| 2024年 | 2023微博之夜                           | 微博King                                 | 朱一龙                   | 獲獎 |
| 2025年 | 2025微博电影之夜                       | 年度榜样演员                             | 朱一龙                   | 獲獎 |